# Trigonopterus apicalis

Trigonopterus apicalis  (лат.) — вид жуков-долгоносиков рода Trigonopterus из подсемейства Cryptorhynchinae (Curculionidae). Встречаются на острове Новая Гвинея (Simbu Prov., Haia. Elevation: 1220—1240 м).

## Описание
Мелкие нелетающие жуки-долгоносики, длина от 4,08 до 4,90 мм (один из относительно крупных видов всего рода); в основном чёрного цвета, кроме оранжевой базальной половины надкрылий (усики и ноги буроватые). Тело вытянутое с отчётливой перетяжкой между переднеспинкой и надкрыльями. Пронотум крупный, субквадратный, плотно пунктированный (у самок относительно более гладкий мелкопунктированный; пронотум самцов крупнее). Глаза крупные. Крылья отсутствуют. Рострум укороченный, в состоянии покоя не достигает середины средних тазиков. Надкрылья с 9 бороздками. Коготки лапок мелкие. В более ранних работах упоминался как «Trigonopterus sp. 259».
Вид был обнаружен в горном тропическом лесу. Впервые описан в 2013 году немецким колеоптерологом Александром Риделем (Alexander Riedel; Museum of Natural History Karlsruhe, Карлсруэ, Германия), совместно с энтомологами Катайо Сагата (Katayo Sagata; Papua New Guinea Institute for Biological research (PNG-IBR), Goroka, Папуа Новая Гвинея), Суриани Сурбакти (Suriani Surbakti; Jurusan Biology, FMIPA-Universitas Cendrawasih, Kampus Baru, Джаяпура, Папуа, Индонезия), Рене Тэнзлером (Rene Tänzler; Zoological State Collection, Мюнхен) и Майклом Бальке (Michael Balke; GeoBioCenter, Ludwig-Maximilians-University, Мюнхен, Германия), осуществившими ревизию фауны жуков рода Trigonopterus на острове Новая Гвинея.